# Luc Carlier
Luc Carlier (1 mei 1949) is een voormalige Belgische atleet, die gespecialiseerd was in het hink-stap-springen en het speerwerpen. Hij veroverde op deze twee onderdelen zes Belgische titels.

## Biografie
Carlier behaalde tussen 1975 en 1979 vijf opeenvolgende Belgische titels AC in het hink-stap-springen. Ook verbeterde hij enkele malen het Belgische record. De eerste keer, in oktober 1975, tijdens een wedstrijd in Namen, kwam hij tot 15,92 m. Het volgende jaar, tijdens de openingswedstrijden op Cointe van de RFC Luik, sprong hij 16,10, een verbetering van zijn eigen record met achttien centimeter. Carlier werd hiermee de eerste Belg die bij het hink-stap-springen de 16 meter overschreed. Vervolgens verbeterde hij zich andermaal in juni, tijdens de Papendal Games in Arnhem, Nederland, tot 16,33. Deze prestatie moest hem een selectie voor de Olympische Spelen van 1976 in Montréal opleveren. Het Belgisch Olympisch Comité legde hem enkele dagen voor het vertrek echter nog een bijkomende testwedstrijd op. Hij faalde en bleef ontgoocheld thuis.
Carlier deed ook af en toe mee aan de tienkamp. In 1976 werd hij zelfs tweede op het Belgisch kampioenschap. In 1980 veroverde hij de Belgische titel in het speerwerpen.

### Clubs
Carlier was aangesloten bij Daring Club Leuven.

## Belgische kampioenschappen
| onderdeel          | jaar                         |
| ------------------ | ---------------------------- |
| hink-stap-springen | 1975, 1976, 1977, 1978, 1979 |
| speerwerpen        | 1980                         |

## Persoonlijke records
| Onderdeel          | Prestatie       | Datum       | Plaats    |
| ------------------ | --------------- | ----------- | --------- |
| hink-stap-springen | 16,33 m (ex-NR) | 9 juni 1976 | Papendal  |
| speerwerpen        | 76,08 m         | 9 mei 1973  | Vlierzele |

## Palmares

### hink-stap-springen
- 1975:  BK AC – 15,43 m
- 1976:  Papendal Games te Arnhem - 16,33 m (NR)
- 1976:  BK AC – 14,73 m
- 1977:  BK AC – 15,56 m
- 1978:  BK AC – 15,07 m
- 1979:  BK AC – 15,41 m
- 1981:  BK AC – 15,25 m

### speerwerpen
- 1980:  BK AC – 69,72 m

### tienkamp
- 1976:  BK AC in Sart-Tilman – 6.992 p